# سفارة سلطنة عمان في واشنطن العاصمة
سفارة سلطنة عمان في واشنطن العاصمة هي البعثة الدبلوماسية لسلطنة عمان لدى الولايات المتحدة . يقع في 2535 طريق بليمونت شمال غربي واشنطن العاصمة في حي كالوراما .
السفير حنينا المغيري .

## روابط خارجية
- موقع المكتب الثقافي الرسمي
- ويكيمابيا